# Словенија на Летњим олимпијским играма 2008.
Словенија, коју представља Олимпијски комитет Словеније (ОКС), послао је екипу од 62 такмичара који су се такмичили у 11 спортова на Олимпијским играма 2008. у Пекингу Кина. Заставу на отварању је носила џудисткиња Уршка Жолнир, која је била бронзана на Олимпијским играма 2004. у Атини.
Спортисти Словеније по дисциплинама:
| Спорт               | Мушкарци | Жене | Укупно |
| ------------------- | -------- | ---- | ------ |
| Атлетика            | 10       | 7    | 17     |
| Бадминтон           | -        | 1    | 1      |
| Спортска гимнастика | 1        | 1    | 2      |
| Једрење             | 4        | 2    | 6      |
| Џудо                | 3        | 2    | 5      |
| Кајак и кану ДВ     | 1        | -    | 1      |
| Кајак и кану МВ     | 1        | 1    | 2      |
| Бициклизам друмски  | 4        | 1    | 5      |
| Бициклизам брдски   | -        | 1    | 1      |
| Стони тенис         | 1        | -    | 1      |
| Пливање             | 5        | 5    | 10     |
| Стрељаштво          | 1        | -    | 1      |
| Веслање             | 10       | -    | 10     |
| Укупно              | 41       | 21   | 62     |

Освојено је 5 медаља: 1 златна, 2 сребрне и 2 бронзане. Три медаље су освојили мушкарци, а две жене.

## Освајачи медаља

### Злато
- Примож Козмус - атлетика, бацање кладива

### Сребро
- Сара Исаковић - пливање, 200 м слободно
- Василиј Жбогар - једреље, ласер класа за мушкарце

### Бронза
- Луција Полавдер - Џудо, преко 78 кг за жене
- Рајмонд Дебевец - страљаштво, 50 м тростав за мушкарце

## Резултати по дисциплинама

### Атлетика

#### Мушкарци
| Атлетичар       | Дисциплина           | Група    | Група | Четвртфинале         | Четвртфинале         | Полуфинале           | Полуфинале           | Финале               | Финале               |
| Атлетичар       | Дисциплина           | Резултат | Место | Резултат             | Место                | Резултат             | Место                | Резултат             | Место                |
| --------------- | -------------------- | -------- | ----- | -------------------- | -------------------- | -------------------- | -------------------- | -------------------- | -------------------- |
| Матиц Осовникар | 100 м                | 10,46    | 38/80 | 10,24                | 22/40                | Није се пласирао     | Није се пласирао     | Није се пласирао     | Није се пласирао     |
| Матиц Осовникар | 200 м                | 20,89    | 31/66 | 20,95                | 27/32                | Није се пласирао     | Није се пласирао     | Није се пласирао     | Није се пласирао     |
| Дамјан Златнар  | 110 м препоне        | 13,84    | 32/43 | одустао због повреде | одустао због повреде | одустао због повреде | одустао због повреде | одустао због повреде | одустао због повреде |
| Боштјан Буч     | 3.000 м са запрекама | 8:21,24  | 11/40 |                      |                      |                      |                      | Није се пласирао     | Није се пласирао     |
| Рожле Презељ    | Скок увис            | 2,25     | 10/40 |                      |                      |                      |                      | 2,20                 | 12/12                |
| Примож Козмус   | Бацање кладива       | 79,44    | 3/33  |                      |                      |                      |                      | 82,02                |                      |
| Матија Крањц    | Бацање копља         | 70,00    | 31/38 |                      |                      |                      |                      | Није се пласирао     | Није се пласирао     |
| Миран Водовник  | Бацање кугле         | 19,81    | 20/45 |                      |                      |                      |                      | Није се пласирао     | Није се пласирао     |
| Јуриј Рован     | Скок мотком          | 5,30     | 32/38 |                      |                      |                      |                      | Није се пласирао     | Није се пласирао     |
| Роман Кејжар    | Маратон              |          |       |                      |                      |                      |                      | 2,29:37              | 67/96                |
| Дамјан Ситар    | Десетобој            |          |       |                      |                      |                      |                      | 7336                 | 23/40                |

Десетобој за мушкарце
| Дисциплина    | Дамјан Ситар | Дамјан Ситар | Дамјан Ситар |
| Дисциплина    | Резултат     | Бодови       | Пласман      |
| ------------- | ------------ | ------------ | ------------ |
| 100 м         | 11,21        | 814          | 7            |
| Скок удаљ     | 7,25         | 874          | 12           |
| Бацање кугле  | 12,41        | 631          | 35           |
| Скок увис     | 2,05         | 850          | 6            |
| 400 м         | 50,10        | 810          | 20           |
| 110 м препоне | 15.03        | 846          | 24           |
| Бацање диска  | 39,25        | 649          | 27           |
| Скок мотком   | 4,00         | 617          | 22           |
| Бацање копља  | 47,23        | 548          | 24           |
| 1500 м        | 4:37,37      | 697          | 9            |
| Укупно        |              | 7336         | 23           |

#### Жене
| Атлетичарка        | Дисциплина   | Група    | Група | Четвртфинале      | Четвртфинале      | Полуфинале        | Полуфинале        | Финале             | Финале             |
| Атлетичарка        | Дисциплина   | Резултат | Место | Резултат          | Место             | Резултат          | Место             | Резултат           | Место              |
| ------------------ | ------------ | -------- | ----- | ----------------- | ----------------- | ----------------- | ----------------- | ------------------ | ------------------ |
| Пиа Тајникар       | 100 м        | 11,82    | 49/85 | Није се пласирала | Није се пласирала | Није се пласирала | Није се пласирала | Није се пласирала  | Није се пласирала  |
| Сабина Веит        | 200 м        | 23,62    | 34/48 | Није се пласирала | Није се пласирала | Није се пласирала | Није се пласирала | Није се пласирала  | Није се пласирала  |
| Бригита Лангерхолц | 800 м        | 2:00,13  | 8/42  |                   |                   | 2:00,00           | 18/24             | Није се пласирала  | Није се пласирала  |
| Соња Роман         | 1500 м       | 4:08,52  | 15/33 |                   |                   |                   |                   | Није се пласиралао | Није се пласиралао |
| Нина Коларич       | скок удаљ    | 6,40     | 26/42 |                   |                   |                   |                   | Није се пласирала  | Није се пласирала  |
| Марија Шестак      | Троскок      | 14.44    | 9/36  |                   |                   |                   |                   | 15,03 НР           | 6/12               |
| Мартина Ратеј      | Бацање копља | 55,30    | 37/54 |                   |                   |                   |                   | Није се пласирала  | Није се пласирала  |

## Бадминтон
Жене
| Такмичарка | Дисциплина  | Коло 64        | Коло 32                     | Коло 16           | Четвртфинале      | Полуфинале        | Финале            | Финале            |
| Такмичарка | Дисциплина  | Противник Рез. | Противник Рез.              | Противник Рез.    | Противник Рез.    | Противник Рез.    | Противник Рез.    | Пласман           |
| ---------- | ----------- | -------------- | --------------------------- | ----------------- | ----------------- | ----------------- | ----------------- | ----------------- |
| Маја Тврди | Појединачно |                | Олга Конон Белорусија 0 - 2 | Није се пласирала | Није се пласирала | Није се пласирала | Није се пласирала | Није се пласирала |

## Бициклизам

### Друмски бициклизам

#### Мушкарци
| Бициклиста    | Дисциплина   | Време              | Пласман      | Детаљи |
| ------------- | ------------ | ------------------ | ------------ | ------ |
| Тадеј Ваљавец | Друмска трка | 6:26:17 (+2:28)    | 35/143       |        |
| Јуре Глочер   | Друмска трка | 6:34:26 (+10:37)   | 61/143       |        |
| Борут Божич   | Друмска трка | Није завршио       | Није завршио |        |
| Симон Шпилак  | Друмска трка | Није завршио       | Није завршио |        |
| Симон Шпилак  | Хронометар   | 1:07:35 (+5:23,43) | 27/39        |        |

#### Жене
| Бициклиста            | Дисциплина   | Време           | Пласман |
| --------------------- | ------------ | --------------- | ------- |
| Зигфрид Тереза Корнео | Друмска трка | 3:39:29 (+7:05) | 49/66   |

### Брдски бизиклизам

#### Жене
| Бициклиста      | Дисциплина  | Време  | Пласман |
| --------------- | ----------- | ------ | ------- |
| Блажа Клеменчич | Крос контри | 1 круг | 21/30   |

## Веслање

#### Мушкарци
| Веслач(и)                                              | Дисциплина             | Група   | Група   | Репасаж | Репасаж | полуфинале        | полуфинале        | Финале Б          | Финале Б          |
| Веслач(и)                                              | Дисциплина             | Време   | Пласман | Време   | Пласман | Време             | Пласман           | Време             | Пласман           |
| ------------------------------------------------------ | ---------------------- | ------- | ------- | ------- | ------- | ----------------- | ----------------- | ----------------- | ----------------- |
| Изток Чоп Лука Шпик                                    | Дубл скул              | 6:39,49 | 3       |         |         | 6:23,81           | 2                 | 6:33,36           | 6/15              |
| Рок Коландер Миха Пирих Томаж Пирих Рок Розман         | Четверац без кормилара | 6:03,78 | 3/13    |         |         | 5:56,08           | 1                 | 6:11,62           | 4/13              |
| Гашпер Фистравец Јанез Јурше Јернеј Јурше Јанез Зупанц | Четверац скул          | 5:57,02 | 4/13    | 6:12,64 | 4       | Нису се пласирали | Нису се пласирали | Нису се пласирали | Нису се пласирали |

## Гимнастика

### Спортска гимнастика

#### Мушкарци
| Гимнастичар     | Дисциплина | Apparatus | Apparatus         | Apparatus | Apparatus | Apparatus | Apparatus | Квалификације | Квалификације | Финале           | Финале           |
| Гимнастичар     | Дисциплина | Партер    | Коњ са хватаљкама | Кругови   | Пресдкок  | Разбој    | Вратило   | Укупно        | Пласман       | Укупно           | Пласман          |
| --------------- | ---------- | --------- | ----------------- | --------- | --------- | --------- | --------- | ------------- | ------------- | ---------------- | ---------------- |
| Митја Петковшек | Вишебој    |           |                   |           |           | 16.125    |           | 16.125        | 97/98         | Није се пласирао | Није се пласирао |
| Митја Петковшек | Разбој     |           |                   |           |           | 16.125    |           | 16.125        | 5             | 15.725           | 5                |

#### Жене
| Гимнастичар | Дисциплина | Apparatus | Apparatus          | Apparatus | Apparatus | Квалификације | Квалификације | Финале            | Финале            |
| Гимнастичар | Дисциплина | Прескок   | Двовисински разбој | Греда     | Партер    | Укупно        | Пласман       | Укупно            | Пласман           |
| ----------- | ---------- | --------- | ------------------ | --------- | --------- | ------------- | ------------- | ----------------- | ----------------- |
| Адела Шајн  | Вишебој    |           | 13.700             |           | 14.100    | 27.800        | 90/97         | Није се пласирала | Није се пласирала |
| Адела Шајн  | Партер     |           | 13.700             |           |           | 13.700        | 63/81         | Није се пласирала | Није се пласирала |
| Адела Шајн  | Греда      |           |                    |           | 14.100    | 14.100        | 55/83         | Није се пласирала | Није се пласирала |

## Једрење

#### Мушкарци
| Једриличар                 | Дисциплина | Трка | Трка | Трка | Трка | Трка | Трка | Трка | Трка | Трка | Трка | Трка | Укупно Бод | Пласман |
| Једриличар                 | Дисциплина | 1    | 2    | 3    | 4    | 5    | 6    | 7    | 8    | 9    | 10   | М    | Укупно Бод | Пласман |
| -------------------------- | ---------- | ---- | ---- | ---- | ---- | ---- | ---- | ---- | ---- | ---- | ---- | ---- | ---------- | ------- |
| Василиј Жбогар             | Ласер      | 24   | 4    | 14   | 6    | 2    | 11   | 18   | 1    | 11   | Пон  | 4    | 71         |         |
| Карло Хмељак Митја Невечни | 470        | 3    | 11   | 19   | 10   | 18   | ДСК  | 25   | 20   | 25   | 8    |      | 139        | 18/29   |

#### Жене
| Једриличарка                     | Дисциплина | Трка | Трка | Трка | Трка | Трка | Трка | Трка | Трка | Трка | Трка | Трка | Укупно Бод | Пласман |
| Једриличарка                     | Дисциплина | 1    | 2    | 3    | 4    | 5    | 6    | 7    | 8    | 9    | 10   | М    | Укупно Бод | Пласман |
| -------------------------------- | ---------- | ---- | ---- | ---- | ---- | ---- | ---- | ---- | ---- | ---- | ---- | ---- | ---------- | ------- |
| Весна Деклева Клара Паоли Маучец | 470        | ДСК  | 3    | 8    | 16   | 12   | 3    | 15   | 18   | 14   | 3    |      | 92         | 13/29   |

#### Отворено
| Једриличар/и  | Дисциплина | Трка | Трка | Трка | Трка | Трка | Трка | Трка | Трка | Трка | Трка | Трка | Укупно Бод | Пласман |
| Једриличар/и  | Дисциплина | 1    | 2    | 3    | 4    | 5    | 6    | 7    | 8    | 9    | 10   | М    | Укупно Бод | Пласман |
| ------------- | ---------- | ---- | ---- | ---- | ---- | ---- | ---- | ---- | ---- | ---- | ---- | ---- | ---------- | ------- |
| Гашпер Винчец | Фин        | 9    | 11   | 6    | 5    | 3    | 13   | 8    | 10   | Пон. | Пон. | 20   | 72         | 7/26    |

## Кајак/Кану

### Мирне воде

#### Мушкарци
| Кајакаш                | Дисциплина  | Група   | Група | Полуфинале | Полуфинале | Финале           | Финале           |
| Кајакаш                | Дисциплина  | Време   | Место | Време      | Место      | Време            | Место            |
| ---------------------- | ----------- | ------- | ----- | ---------- | ---------- | ---------------- | ---------------- |
| Јернеј Зупанчич Регент | К-1 1.000 м | 3:33,29 | 4     | 3:41,73    | 6/26       | Није се пласирао | Није се пласирао |

#### Жене
| Кајакашица        | Дисциплина | Група   | Група | Полуфинале | Полуфинале | Финале  | Финале |
| Кајакашица        | Дисциплина | Време   | Место | Време      | Место      | Време   | Место  |
| ----------------- | ---------- | ------- | ----- | ---------- | ---------- | ------- | ------ |
| Шпела Пономаренко | К-1 500 м  | 1:49,97 | 3     | 1:53,81    | 3          | 1:52,36 | 6/21   |

### Слалом

#### Мушкарци
| Петер Краузер | К-1 | 81,79 | 1 | 84,70 | 5 | 166,49 | 1 | 85,42 | 13/21 | Није се пласирао | Није се пласирао | Није се пласирао | Није се пласирао |

## Пливање

#### Мушкарци
| Пливач        | Дисциплина     | Група                | Група                | Полуфинале           | Полуфинале           | Финале               | Финале               | Детаљи |
| Пливач        | Дисциплина     | Време                | Пласман              | Време                | Пласман              | Време                | Пласман              | Детаљи |
| ------------- | -------------- | -------------------- | -------------------- | -------------------- | -------------------- | -------------------- | -------------------- | ------ |
| Дамир Дугоњић | 100 м прсно    | 1:00.35 НР           | 9/65                 | 1:00.92              | 16/16                | Није се пласирао     | Није се пласирао     |        |
| Јернеј Годац  | 50 м слободно  | 22,21 НР             | 18/97                | Није се пласирао     | Није се пласирао     | Није се пласирао     | Није се пласирао     |        |
| Петер Манкоч  | 100 м слободно | 49,33                | 31/64                | Није се пласирао     | Није се пласирао     | Није се пласирао     | Није се пласирао     |        |
| Петер Манкоч  | 100 м делфин   | 51,24 НР             | 5/66                 | 51,80                | 10/16                | Није се пласирао     | Није се пласирао     |        |
| Матјаж Маркић | 100 м прсно    | 1:01,31              | 24/65                | Није се пласирао     | Није се пласирао     | Није се пласирао     | Није се пласирао     |        |
| Лука Турк     | 400 м слободно | одустао због повреде | одустао због повреде | одустао због повреде | одустао због повреде | одустао због повреде | одустао због повреде |        |

#### Жене
| Пливач        | Дисциплина     | Група                                             | Група                                             | Полуфинале                                        | Полуфинале                                        | Финале                                            | Финале                                            | Детаљи |
| Пливач        | Дисциплина     | Време                                             | Пласман                                           | Време                                             | Пласман                                           | Време                                             | Пласман                                           | Детаљи |
| ------------- | -------------- | ------------------------------------------------- | ------------------------------------------------- | ------------------------------------------------- | ------------------------------------------------- | ------------------------------------------------- | ------------------------------------------------- | ------ |
| Ања Чарман    | 100 м леђно    | 1:02,21 НР                                        | 26/49                                             | Није се пласирала                                 | Није се пласирала                                 | Није се пласирала                                 | Није се пласирала                                 |        |
| Ања Чарман    | 200 м леђно    | 2:10,49 НР                                        | 15/35                                             | 2:12,46                                           | 16/16                                             | Није се пласирала                                 | Није се пласирала                                 |        |
| Сара Исакович | 200 м слободно | 1:55,86 ОР, НР                                    | 2/46                                              | 1:56,50                                           | 1/16                                              | 1:54,97                                           |                                                   |        |
| Сара Исакович | 100 м делфин   | 58,68 НР                                          | 20/49                                             | Није се пласирала                                 | Није се пласирала                                 | Није се пласирала                                 | Није се пласирала                                 |        |
| Сара Исакович | 200 м делфин   | повукла се због припрема за финале 200 м слободно | повукла се због припрема за финале 200 м слободно | повукла се због припрема за финале 200 м слободно | повукла се због припрема за финале 200 м слободно | повукла се због припрема за финале 200 м слободно | повукла се због припрема за финале 200 м слободно |        |
| Ања Клинар    | 200 м мешовито | 2:15,39                                           | 25/39                                             | Није се пласирала                                 | Није се пласирала                                 | Није се пласирала                                 | Није се пласирала                                 |        |
| Ања Клинар    | 400 м мешовито | 4:38,90 НР                                        | 16/37                                             | Није се пласирала                                 | Није се пласирала                                 | Није се пласирала                                 | Није се пласирала                                 |        |
| Нина Совинек  | 50 м слободно  | 26,49                                             | 43/92                                             | Није се пласирала                                 | Није се пласирала                                 | Није се пласирала                                 | Није се пласирала                                 |        |
| Нина Совинек  | 100 м слободно | 57,30                                             | 44/49                                             | Није се пласирала                                 | Није се пласирала                                 | Није се пласирала                                 | Није се пласирала                                 |        |
| Теја Зупан    | Маратон 10 км  |                                                   |                                                   |                                                   |                                                   | 1:55:44,7                                         | 12/25                                             |        |

ОР = олимпијски рекорд. НР - национални рекорд

## Стони тенис

#### Мушкарци
| Стонотенисер | Дисциплина  | Квалификације  | 1. коло        | 2. коло                      | 3. коло           | 4. коло          | Четвртфинале     | Полуфинале       | Финале           |
| Стонотенисер | Дисциплина  | Противник Рез. | Противник Рез. | Противник Рез.               | Противник Рез.    | Противник Рез.   | Противник Рез.   | Противник Рез.   | Противник Рез.   |
| ------------ | ----------- | -------------- | -------------- | ---------------------------- | ----------------- | ---------------- | ---------------- | ---------------- | ---------------- |
| Бојан Токић  | Појединачно |                |                | Михаи Бобочика Италија 4 - 3 | Ма Лин Кина 1 - 4 | Није се пласирао | Није се пласирао | Није се пласирао | Није се пласирао |

## Стрељаштво

#### Мушкарци
| Стрелац        | Дисциплина             | Квалификација | Квалификација | Финале           | Финале           | Плаасман | Детаљи |
| Стрелац        | Дисциплина             | Резултат      | Пласман       | Резултат         | Укупно           | Плаасман | Детаљи |
| -------------- | ---------------------- | ------------- | ------------- | ---------------- | ---------------- | -------- | ------ |
| Рајмонд Дебевц | Ваздушна пушка 10 м    | 589           | 31/51         | Није се пласирао | Није се пласирао | 31       |        |
| Рајмонд Дебевц | Пушка 50 м лежећи став | 592           | 21/52         | Није се пласирао | Није се пласирао | 21       |        |
| Рајмонд Дебевц | тростав 50 м           | 1176          | 1/50          | 1271,7           | 3                |          |        |

## Џудо

#### Мушкарци
| Такмичар     | Дисциплина | Коло 64                    | Коло 32                      | Коло 16          | Четвртфинале     | Полуфинале       | Финале           | Финале           |
| Такмичар     | Дисциплина | Противник Рез.             | Противник Рез.               | Противник Рез.   | Противник Рез.   | Противник Рез.   | Противник Рез.   |                  |
| ------------ | ---------- | -------------------------- | ---------------------------- | ---------------- | ---------------- | ---------------- | ---------------- | ---------------- |
| Рок Драшкић  | -60 кг     |                            | Масуд Akhondzadeh Иран Пор   | Није се пласирао | Није се пласирао | Није се пласирао | Није се пласирао | Није се пласирао |
| Аљаж Седеј   | -81 кг     |                            | Хамед Малек Мохамед Иран Пор | Није се пласирао | Није се пласирао | Није се пласирао | Није се пласирао | Није се пласирао |
| Матјаж Церај | +100 кг    | Јуриј Рибак Белорусија Пор | Није се пласирао             | Није се пласирао | Није се пласирао | Није се пласирао | Није се пласирао | Није се пласирао |

#### Жене
| Такмичар        | Дисциплина | Коло 32                     | Коло 16                                   | Четвртфинале                              | Полуфинале                                | Финале                                                                | Финале |
| Такмичар        | Дисциплина | Противник Рез.              | Противник Рез.                            | Противник Рез.                            | Противник Рез.                            | Противник Рез.                                                        |        |
| --------------- | ---------- | --------------------------- | ----------------------------------------- | ----------------------------------------- | ----------------------------------------- | --------------------------------------------------------------------- | ------ |
| Уршка Жолнир    | -63 кг     | Lucie Decosse Француска Пор | Није се пласирала (иде у 1 коло репасажа) | Није се пласирала (иде у 1 коло репасажа) | Није се пласирала (иде у 1 коло репасажа) | Није се пласирала (иде у 1 коло репасажа)                             | 7      |
| Луција Полавдер | +78 кг     |                             | Golzhan Issanova Казахстан Поб.           | Dorjgotovyn Tserenkhand Монголија Поб.    | Maki Tsukada Јапан Пор.                   | Није се пласирала (иде у меч за треће место) Освојила бронзану медаљу |        |

| Такмичарка       | Дисциплина | Репасаж 1 коло             | Репасаж четвртфинале         | Репасаж полуфинале                   | Меч за 3 место                |
| Такмичарка       | Дисциплина | Противник Рез.             | Противник Рез.               | Противник Рез.                       | Противник Рез.                |
| ---------------- | ---------- | -------------------------- | ---------------------------- | ------------------------------------ | ----------------------------- |
| Уршка Жолнир     | -63 кг     | Алис Шлезингер Израел Поб. | Ана фон Harnier Немачка Поб. | Elisabeth Willeboordse Холандија Пор | Није се пласирала             |
| Луција Полвалдер | +78 кг     |                            |                              |                                      | Kim Na-Young Јужна Кореја Поб |

## Рекорди

### Национални рекорди
| Нови рекорд      | Нови рекорд | Нови рекорд | Нови рекорд                        | Нови рекорд             | Нови рекорд | Нови рекорд | Стари рекорд     | Стари рекорд         | Стари рекорд | Стари рекорд             |
| Датум            | Место       | Спорт       | Дисциплина                         | Атлетичар/ка            | Рекорд      | Развој      | Датум            | Место                | Рекорд       | Атлетика/ка              |
| ---------------- | ----------- | ----------- | ---------------------------------- | ----------------------- | ----------- | ----------- | ---------------- | -------------------- | ------------ | ------------------------ |
| 9. август 2008.  | Пекинг      | Пливање     | 100 м прсно за мушкарце Група      | Дамир Дугоњић Словенија | 1:00,35     | -0:00,49    | 23. јули 2005.   | Монтреал Канада      | 1:00,84      | Емил Тахирович Словенија |
| 9. август 2008.  | Пекинг      | Пливање     | 100 м делфин за жене Група         | Сара Исакович Словенија | 58,68       | -0:00,34    | 21. март 2008.   | Ајндховен, Холандија | 59,02        | Сара Исакович Словенија  |
| 9. август 2008.  | Пекинг      | Пливање     | 400 м мешовито за жене Група       | Ања Клинар Словенија    | 4:38,90     | -0:03,12    | 15. јули 2004.   | Лисабон, Португал    | 4:42,02      | Ања Клинар Словенија     |
| 10. август 2008. | Пекинг      | Пливање     | 100 м леђно за жене Група          | Ања Черман Словенија    | 1:02,21     | -0:00,16    | 13. јули 2007.   | Дубровник, Хрватска  | 1:02,37      | Ања Черман Словенија     |
| 13. август 2008. | Пекинг      | Пливање     | 200 м слободно за жене Финале      | Сара Исакович Словенија | 1:54,97     | -0:00,89    | 11. август 2008. | Пекинг Кина          | 1:55,86      | Сара Исакович Словенија  |
| 14. август 2008. | Пекинг      | Пливање     | 50 м слободно за мушкарце Група 10 | Јернеј Годец Словенија  | 22,21       | -0:00,18    | 30. март 2007.   | Мелбурн, Аустралија  | 22,39        | Јернеј Годец Словенија   |
| 14. август 2008. | Пекинг      | Пливање     | 100 м делфин за мушкарце Група     | Петер Манкоч Словенија  | 51,24       | -0:01,06    | 30. март 2007.   | Мелбурн, Аустралија  | 52,30        | Петер Манкоч Словенија   |
| 14. август 2008. | Пекинг      | Пливање     | 200 m леђно за жене Група          | Ања Черман Словенија    | 2:10,49     | -0:01.06    | 10. јули 2007.   | Дубровник, Хрватска  | 2:11,55      | Ања Черман Словенија     |
| 17. август 2008. | Пекинг      | Атлетика    | Троскок за чене Финале             | Марија Шестак Словенија | 15,03       | 13          | 3. јуни 2007.    | Љубљана, Словенија   | 14.92        | Марија Шестак Словенија  |

### Олимпијски рекорд
| Нови рекорд      | Нови рекорд | Нови рекорд | Нови рекорд                    | Нови рекорд             | Нови рекорд | Нови рекорд | Стари рекорд     | Стари рекорд | Стари рекорд | Стари рекорд       |
| Датум            | Место       | Спорт       | Дисциппина                     | Такмичар/ка             | Рекорд      | Развој      | Датум            | Место        | Рекорд       | Такмичар/ка        |
| ---------------- | ----------- | ----------- | ------------------------------ | ----------------------- | ----------- | ----------- | ---------------- | ------------ | ------------ | ------------------ |
| 11. август 2008. | Пекинг      | Пливање     | 200 м слободно за жене Група 5 | Сара Исакович Словенија | 1:55,86     | -0:01.51    | 11. август 2008. | Пекинг, Кина | 1:57,37      | Панг Ђијајинг Кина |